# Orthonama apricata
Orthonama apricata är en fjärilsart som beskrevs av Achille Guenée 1858. Orthonama apricata ingår i släktet Orthonama och familjen mätare. Inga underarter finns listade i Catalogue of Life.